# ريتشينغ أوت رومانيا
ريتشينغ أوت رومانيا Reaching Out Romania يطلق عليها اختصارًا أيضًا Reaching Out ROR، هي جمعية خيرية غير حكومية  مقرها رومانيا، تساعد الفتيات الناجين من تجارة الجنس واللاتي تتراوح أعمارهن ما بين 13 إلى 22 عامًا. وتعمل الجمعية على إنقاذ هؤلاء الفتيات من المافيا المولدوفية والرومانية واللتين تاجرتا في الفتيات ونقلتهن من رومانيا إلى أوروبا الغربية. تدير المنظمة منشأة في مدينة بيتيشت حيث توفر تعليمًا يستهدف مهارات الحياة إلى أولئك الفتيات لتعليمهن بعض المهارات مثل الرسم والحياكة. هذا البيت الآمن هو الملجأ لهؤلاء الفتيات من المتاجرين. ويوجد ضمن فريق العمل طبيب نفسي وهو المخول بمتابعة حالة هؤلاء الفتيات عن طريق الجلسات النفسية.  أنشأت المنظمة عام 1999 من قبل أيانا ماتي والتي حازت على لقب أوروبية العام لعام 2010 في المجلة الأمريكية ريدرز دايجست.